# Ik weet alles!
Ik weet alles! (oorspr. Engelse titel: The Know-It-All: One Man's Humble Quest to Become the Smartest Person in the World) is een boek geschreven door A. J. Jacobs, redacteur bij Esquire. Het boek verscheen in 2004; de Nederlandse vertaling kwam in 2005 op de markt.
In Ik weet alles! vertelt Jacobs hoe hij het lezen van de volledige Encyclopædia Britannica (editie van 2002, 32 delen, meer dan 33.000 pagina's en ongeveer 44 miljoen woorden) ervaren heeft. Hij ging deze uitdaging aan met als doel "de slimste mens ter wereld" te worden. Het boek volgt de alfabetische ordening van de Encyclopædia Britannica en bevat zowel interessante wist-je-datjes die in de encyclopedie staan als de ervaringen van Jacobs bij het lezen ervan.